# Conrad Lundgren
Johan Conrad Lundgren, född 1866 i Uppsala, död 3 november 1918 i Stockholm, var en svensk stenograf.
Lundgren blev 1889 filosofie kandidat vid Uppsala universitet och anställdes 1892 som extraordinarie tjänsteman i Telegrafstyrelsen. 1897 blev han amanuens , 1910 extraordinarie och 1917 ordinarie tjänsteman vid detta verk. Redan tidigt intresserade sig Lundgren för Gabelsbergers stenografisystem, vilket han dock snart övergav, och ägnade sig efter 1882 helt åt undervisning i och propaganda för Arends system. Han blev 1888 notarie (stenograf) i riksdagens andra kammare och 1901 förste notarie (kontrollnotarie). 1885 bildade Lundgren Svenska stenografförbundet och redigerade 1885–1892 Hermes. Organ för den arendska stenografin. Bland Lundgrens skrifter märks Lärobok i Leopold A. F. Arends stenografi, 17:e upplagan 1928. 
Lundgren var från 1892 gift med riksdagsstenografen Jetta Lundgren (1867–1937). De är begravda på Norra begravningsplatsen utanför Stockholm.

## Extern referens
- Sveriges första kvinnliga riksdagsstenograf av Andreas Nordström. Läst 2013-10-18.